# Vlaada Chvátil
Vlaada Chvátil (eigentlich: Vladimír Chvátil; * 14. September 1971 in Jihlava, Tschechien) ist ein tschechischer Spieleautor und Mitbegründer des Spieleverlags Czech Games Edition (CGE).

## Leben
Chvátil wurde 1971 in Jihlava geboren. Er studierte in Brünn Informatik, wo er seit seiner Jugend lebt. Sein Studium schloss Chvátil mit einer Arbeit über „Taktische und strategische Computerspiele“ ab und arbeitete anschließend als Entwickler und Projektmanager von Computerspielen.
2006/2007 gründete er zusammen mit Petr Murmak, Filip Murmak und Ladislav Smejkal den tschechischen Spieleverlag Czech Games Edition. 2019 wurde er in die Hall of Fame des Origins Award aufgenommen.

## Ludografie (Auswahl)
- 1997: Arena: Morituri te salutant (Altar Games)
- 2002: Prophecy (Altar Games/Z-Man Games)
- 2003: Prophecy: Dragon Realm (Altar Games/Z-Man Games)
- 2006: Im Wandel der Zeiten – Eine Geschichte der Zivilisation (Czech Board Games/Pegasus Spiele)
- 2006: Grænaland (Czech Board Games/Altar Games)
- 2006: Prophecy: Water Realm (Altar Games/Z-Man Games)
- 2007: Galaxy Trucker (CGE/Heidelberger Spieleverlag)
- 2008: Space Alert (CGE/Heidelberger Spieleverlag)
- 2008: Galaxy Trucker – The Big Expansion, Erweiterung (CGE/Heidelberger Spieleverlag)
- 2009: Dungeon Lords (CGE/Heidelberger Spieleverlag)
- 2009: Babes in the Wood (DinoToys)
- 2010: Travel Blog (CGE)
- 2010: Coup Royal – Die Krone des Verbrechens (Sneaks & Snitches, CGE/Heidelberger Spieleverlag)
- 2010: Space Alert – Unendliche Weiten (The New Frontier), Erweiterung (CGE/Heidelberger Spieleverlag)
- 2011: Dungeon Petz (CGE/Z-Man Games)
- 2012: Mage Knight – Das Brettspiel (WizKids/Pegasus)
- 2013: Die Arena von Tash-Kalar (Tash-Kalar – Arena of Legends, CGE/Heidelberger Spieleverlag)
- 2015: Codenames (CGE/Heidelberger Spieleverlag)
- 2016: Was 'ne Frage (CGE)
- 2016: Star Trek: Frontiers (mit Andrew Parks; WizKids)
- 2017: Codenames: Pictures (CGE/Heidelberger Spieleverlag)
- 2017: Codenames: Duet (CGE/Heidelberger Spieleverlag)
- 2018: Mage Knight: Ultimate Edition (WizKids)

## Auszeichnungen
| - Spiel des Jahres - 2008: Galaxy Trucker, Empfehlungsliste - 2009: Space Alert, Sonderpreis Neue Spielwelten - 2016: Codenames, Spiel des Jahres - Deutscher Spiele Preis - 2008: Galaxy Trucker, 7. Platz - 2009: Im Wandel der Zeiten, 8. Platz - 2010: Dungeon Lords, 9. Platz - Spiel der Spiele - 2008: Galaxy Trucker, Spiele Hit mit Freunden - 2009: Space Alert, Spiele Hit mit Freunden - 2010: Dungeon Lords, Spiele Hit für Experten | - International Gamers Award - 2007: Im Wandel der Zeiten, Sieger „General Strategy – Multiplayer“ - 2009: Space Alert, Nominierung „General Strategy – Multiplayer“ - 2010: Dungeon Lords, Nominierung „General Strategy – Multiplayer“ - Japan Boardgame Prize - 2009: Galaxy Trucker, Platz 8 - MinD-Spielepreis - 2017: Codenames |